# 庫里達巴特縣

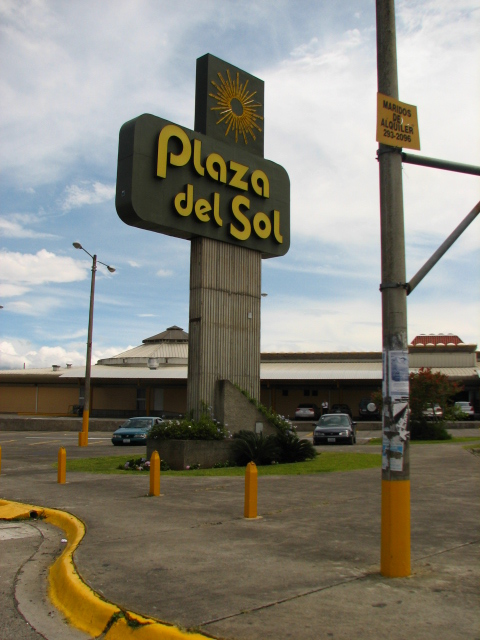

9°55′5″N 84°2′0″W / 9.91806°N 84.03333°W
庫里達巴特縣（西班牙語：Cantón de Curridabat），是哥斯達黎加的縣份，位於該國中部，由聖何塞省負責管轄，首府設於庫里達瓦特，始建於1929年8月21日，面積15.95平方公里，海拔高度1,208米，2011年人口65,206人，人口密度每平方公里4,088.15人。